# Granville (Pennsylvanie)
Granville est une census-designated place située dans le comté de Mifflin, dans l’État de Pennsylvanie, aux États-Unis. Lors du recensement de 2020, elle compte 424 habitants.